# Thoralf Arndt
Thoralf Arndt (* 8. November 1966) ist ein ehemaliger deutscher Fußballspieler.

## Sportliche Laufbahn
Zum ersten Mal im überregionalen Bereich des Männerfußballs der DDR tauchte der 1,80 Meter große Angreifer, der beim 1. FC Union Berlin in der Saison 1983/84 im Juniorenoberligaaufgebot stand, Ende der 1980er in der zweitklassigen Liga auf. Bei Rotation Berlin konnte Arndt drei Spielzeiten in Folge seine Trefferquote steigern: Auf sechs Tore in der Saison 1987/88 folgten zehn Treffer in der Saison 1988/89 und 21 Torerfolge in der Saison 1989/90. Dies bedeutete den zweiten Platz in der Torjägerliste hinter Jens Henschel von Staffelsieger und Aufsteiger FC Vorwärts Frankfurt/Oder. In die Spielzeit 1990/91 startete der Stürmer aus Ost-Berlin ebenso torhungrig. Nach seinen ersten 13 Einsätzen standen für den Rotation-Akteur neun Treffer zu Buche.
Der nunmehr als FC Berlin firmierende DDR-Serienmeister aus dem Sportforum Hohenschönhausen verpflichtete Arndt aus diesem Grund zum Jahreswechsel 1990/91, um in der letzten eigenständigen Saison auf ostdeutschem Gebiet den Sprung in den bezahlten gesamtdeutschen Fußball zu schaffen. Dem in der Liga so treffsicheren Angriffsspieler gelang in der höchsten Spielklasse in der Rückrunde 1990/91 in 13 Spielen jedoch kein Treffer mehr. Nach einem 2. Platz in der Gruppe 1 der NOFV-Qualifikationsrunde zur 2. Bundesliga war auch die nach dem regulären Saisonende auf Rang 11 erhaltene Zusatzchance für den Einzug ins Profigeschäft vertan.
Arndt selbst gelangte jedoch durch einen Wechsel zum FC Rot-Weiß Erfurt in die mit dem FC Berlin verpasste zweithöchste Spielklasse im nun auch fußballerisch wiedervereinigten Deutschland. Mit den Thüringern stieg er jedoch 1991/92 nach 23 Partien und 2 Toren als Letzter der Südstaffel aus der gesamtdeutschen Zweitklassigkeit ab. Nach seiner Rückkehr nach Berlin gelang ihm mit Tennis Borussia Berlin der Aufstieg in die 2. Bundesliga. Nach dem Staffelsieg (Nord) in der drittklassigen Amateur-Oberliga 1992/93 erkämpfte sich das Team aus dem Westend in einer Aufstiegsrunde die Startberechtigung für Liga 2. Sportlich in der den NOFV-Bereich abdeckenden Gruppe 1 hinter dem Sieger der Staffel Mitte der NOFV-Oberliga, dem 1. FC Union Berlin, aber vor dem Südsieger Bischofswerdaer FV 08 rangierend, profitierten die Lila-Weißen von der nicht erhaltenen Lizenz der Köpenicker.
Nachdem sich Arndt im Zweitligakader von TeBe nicht für einen Einsatz empfehlen konnte, wechselte der Stürmer innerhalb Berlins zu den Reinickendorfer Füchsen. Durch den 3. Platz in der Nord-Staffel 1993/94 qualifizierte sich der Verein aus Reinickendorf für die als 3. Spielklasse wiedereingeführte Regionalliga. In der Spielzeit 1994/95 der Regionalliga Nordost gelang den Füchsen dort Rang 6.
Der Nordost-Regionalliga blieb er auch nach seiner Rückkehr zum FC Berlin erhalten. Anders als bei seinem ersten Aufenthalt beim BFC-Nachfolger konnte Arndt sich 1995/96 auch in die Torschützenliste für die Weinroten eintragen. Ab dem Winter 1996/97 ließ der ehemalige Lizenzfußballer seine Karriere beim VfB Fortuna Biesdorf in der damals fünftklassigen Verbandsliga Berlin im Osten der deutschen Hauptstadt ausklingen.